# Hyöky
Hyöky (även H 1) var en finländsk motortorpedbåt av H-klass som tjänstgjorde under andra världskriget.
De fem båtarna av H-klassen (Hurja-båtarna) byggdes av Baglietto i Italien och transporterades till Finland över land och hav på 11 dagar. Dessa båtar hade redan beställts under Vinterkriget 1940. Brist på material gjorde att tillverkningen sinkades. Deras huvudmotorer var av dålig kvalitet och var ursprungligen flygplansmotorer. Därför ansåg man det nödvändigt att spara på huvudmotorerna och dessa fick ej användas under övningar. Efter 20 timmars tjänst hade deras effekt avtagit märkbart. Dessa båtar användes inte mera som torpedbåtar efter säsongen 1943 utan nyttjades istället som snabba minläggare och rökläggar.
År 1949 ändrades båtarna om till patrullbåtar i enlighet med fredsfördraget och utrustades med två 20mm lv-kanoner och två tunga kulsprutor. Fartygen höggs upp år 1963.

## Fartyg av klassen
- Hyöky
- Hirmu
- Hurja
- Hyrsky
- Häijy